# Яксаргін Василь Володимирович
Васи́ль Володи́мирович Яксаргін  (26 квітня 1915 — 12 листопада 2009) — радянський військовик, Герой Радянського Союзу (1945).

## Біографія
Народився 21 грудня 1913 року в селі Кіржемани (нині Атяшевський район Мордовії) у селянській родині. Ерзянин. Закінчив тепломеханічний технікум. Працював теплотехніком.
У РСЧА з 1936 року. Закінчив Київське танково-технічне училище в 1939 році. Брав участь у Радянсько-фінській війні 1939—1940 років. Член ВКП(б) з 1943 року.
На фронтах німецько-радянської війни з червня 1941 року. Командир танкового батальйону 91-ї танкової бригади (9-й механізований корпус, 3-тя гвардійська танкова армія, 1-й Український фронт) капітан В. В. Яксаргін відзначився у боях за Берлін: його батальйон 27 квітня 1945 року, здолавши протитанкові перешкоди, розчистив від ворога ряд міських кварталів, залізничну станцію Шенеберг. При цьому було знищено та захоплено 29 гармат і мінометів, 2 танки, взято в полон понад 1000 солдатів і офіцерів противника.
Після війни й далі служив у армії. Закінчив Ленінградську вищу офіцерську бронетанкову школу в 1950 році і Вищий військовий педагогічний інститут в 1953 році.
Був начальником військового автомобільного училища, начальником військової кафедри Кубанського сільськогосподарського інституту.
З 1974 року генерал-майор В. В. Яксаргін у запасі. Жив у Краснодарі. Працював старшим викладачем військової кафедри (того ж інституту).

## Звання та нагороди
27 червня 1945 року Василю Володимировичу Яксаргіну присвоєно звання Герой Радянського Союзу. Нагороди:
- Орден Леніна
- Два ордени Червоного Прапора
- Орден Олександра Невського
- Орден Вітчизняної війни I ступеня
- Три ордени Червоної Зірки
- Медалі